# 圣皮埃尔拉罗什
圣皮埃尔拉罗什（法語：Saint-Pierre-la-Roche，法語發音：[sɛ̃ pjɛʁ la ʁɔʃ]）是法国阿尔代什省的一个市镇，位于该省东部，属于普里瓦区。

## 地理
圣皮埃尔拉罗什（44°38'59"N, 4°37'24"E）面积9.92 平方千米，位于法国奥弗涅-罗讷-阿尔卑斯大区阿尔代什省，该省份为法国东南部内陆省份，北起顺时针与卢瓦尔省、伊泽尔省、德龙省、沃克吕兹省、加尔省、洛泽尔省和上盧瓦爾省接壤。
与圣皮埃尔拉罗什接壤的市镇（或旧市镇、城区）包括：贝尔泽姆、罗什索沃、圣博济勒、拉韦宗河畔圣马丹。

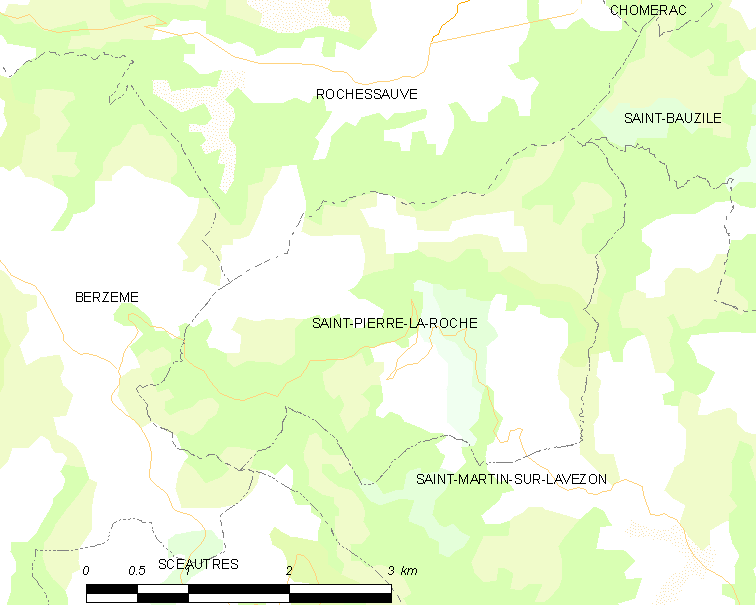
圣皮埃尔拉罗什的OSM定位图

圣皮埃尔拉罗什的时区为UTC+01:00、UTC+02:00（夏令时）。

## 行政
圣皮埃尔拉罗什的邮政编码为07400，INSEE市镇编码为07283。

## 政治
圣皮埃尔拉罗什所属的省级选区为勒普赞县。

## 人口

1962-2008年间圣皮埃尔拉罗什人口变化图示

圣皮埃尔拉罗什于2022年1月1日时的人口数量为63人。